# Eremiascincus pallidus
Eremiascincus pallidus — вид сцинкоподібних ящірок родини сцинкових (Scincidae). Ендемік Австралії.

## Поширення і екологія
Eremiascincus pallidus мешкають в Західній Австралії, а також на південному заході Північної Території та на північному заході Західної Австралії. Вони живуть в пустелях і напівпустелях, серед піщаних дюн, на луках та в рідколіссях.